# Pinheiro (Felgueiras)
Pinheiro es una freguesia portuguesa del concelho de Felgueiras, en el distrito de Oporto, con 3,57 km² de superficie y 1042 habitantes (2011). Su densidad de población es de 291,9 hab/km².